# Newaygo
Newaygo ist eine ländlich Kleinstadt in Newaygo County im U.S.-Bundesstaat Michigan. Das U.S. Census Bureau hat bei der Volkszählung 2020 eine Einwohnerzahl von 2471 ermittelt.
Der Muskegon River fließt durch die Stadt.

## Persönlichkeiten
In Newaygo geboren wurde:
- Roy Bargy (1894–1974), Ragtime- und Jazzpianist, Komponist und Bandleader